# Червоне яблуко (фільм)
«Червоне яблуко» (кирг. «Кызыл алма») — радянський кольоровий художній фільм 1975 року, створений кінорежисером Толомушем Окєєвим на студії «Киргизфільм» за мотивами ранньої новели Чингіза Айтматова. Прем'єра фільму відбулася 8 березня 1976 року.

## Сюжет
Фільм присвячений життю сучасної киргизької інтелігенції, це хроніка кількох днів однієї маленької сім'ї, розповідь про важкі людські контакти, про важку любов. Натхненність любов'ю, повнота духовного існування, народженого цим почуттям — нехай воно і сумирно і болісно.
Юний Темір зустрічає дівчину дивовижної краси, любить її потайки, на відстані. Але високе почуття розбивається об прозу побуту — намагаючись піднести незнайомці прекрасний символ своєї мрії про щастя — червоне яблуко, Темір наштовхується на нерозуміння і навіть ворожість… Через роки, вже коли він став відомим художником, головного героя у снах не покидає дівчина янгольської краси, дівчина без імені, але з червоним яблуком в долонях.

## У ролях
- Суйменкул Чокморов — Темір, художник
- Гульсара Ажибекова — Сабір, дружина Теміра
- Таттибюбю Турсунбаєва — незнайомка
- Анара Макекадирова — Анара, дочка Теміра і Сабіри
- Сабіра Кумушалієва — сторожиха
- Аліман Джангорозова — стара
- Баки Омуралієв — епізод
- Асанбек Умуралієв — епізод
- Чоробек Думанаєв — епізод

## Знімальна група
- Режисер-постановник: Толомуш Окєєв
- Сценаристи: Чингіз Айтматов, Ельга Линдіна, Толомуш Окєєв
- Оператор-постановник: Костянтин Орозалієв
- Композитор: Шандор Каллош
- Художник: Джамбул Джамабаєв
- Звукооператор: Юрій Шеїн
- Режисер: К. Орозалієв
- Оператор: Ш. Аликулов
- Монтаж: Р. Шершенова
- Грим: Н. Масленникова, Д. Кудайбергенова
- Художник по костюмам: М. Абдієв
- Комбіновані зйомки: Ю. Сокол
- Асистенти режисера: С. Курманов, Т. Раззаков
- Асистенти оператора: Дж. Дюшалієв, М. Сгібаттулін
- Редактор: Р. Чмонін
- Директор: І. Абдикулов